# Jan Reszke (ojciec)

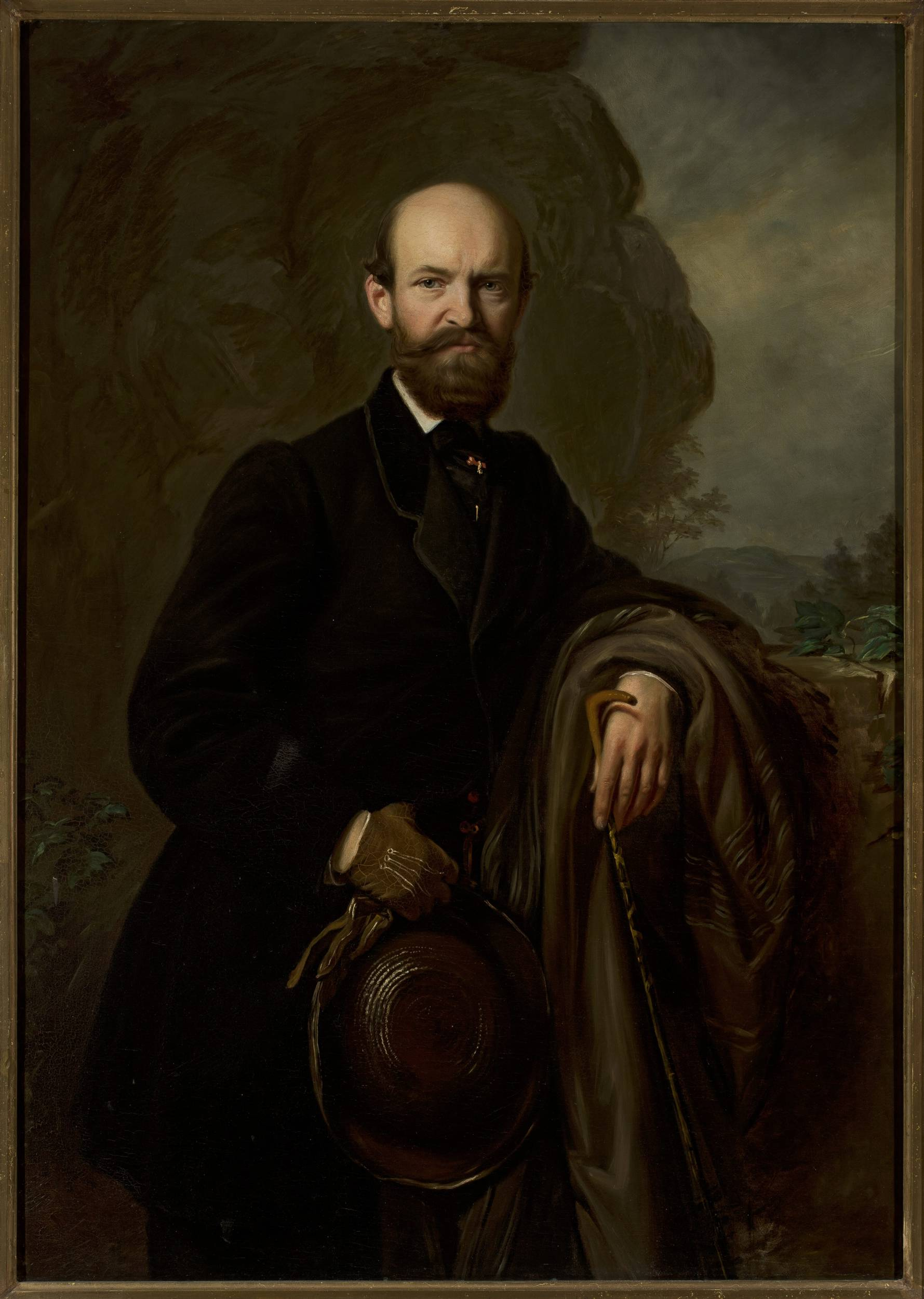
Józef Simmler, Portret Jana Reszke Muzeum Narodowe w Warszawie

Jan Reszke (1818–1877) – arystokrata, hotelarz, ojciec trojga śpiewaków operowych Józefiny Reszke (sopran), Jana Reszke (tenor) i Edwarda Reszke (bas). Życie rodziny skupiało się wokół muzyki, w tym cotygodniowych koncertów w ich rezydencji. Jego żona Emilia była mezzosopranistką, która uczyła swoje dzieci śpiewu i organizowała lekcje śpiewu poza domem.
Reszke był uczestnikiem powstania styczniowego 1863 roku i został przez Rosjan zesłany na Syberię. Podczas jego nieobecności Emilia zajmowała się domem, wychowywała dzieci i prowadziła rodzinny hotel Hôtel de Saxe, będący wówczas największym w Warszawie.

## Pochodzenie i młodość
Przodkowie Reszkego zamieszkiwali tereny Mazowsza – prawdopodobnie w Gostyninie lub okolicach – od XIII lub XIV wieku. Do XV wieku posiadali już herb, który jest pruski.Część rodziny wyemigrowała do Saksonii i Prus. Byli protestantami, a członkowie rodziny pochowani są na kwaterze Reszke na cmentarzu kościoła ewangelickiego w Warszawie.
Jan Mieczysław Reszke urodził się w 1818 roku jako syn Jana Bogumiła i Józefy Reszke. Jego ojciec został w dzieciństwie osierocony i po śmierci dobroczyńcy barona von Runckela został sam w Warszawie. Jan Bogumił Reszke stał się odnoszącym sukcesy biznesmenem, a w 1830 r. jednym z najbogatszych ludzi w Polsce. Jako filantrop cieszył się dużym szacunkiem w społeczeństwie. Po śmierci ojca Reszke odziedziczył majątek zapewniający rodzinie dochód.

## Kariera
Reszke był Kawalerem Orderu Świętego Stanisława. Był także sędzią honorowym, sędzią pokoju, urzędnikiem państwowym i kontrolerem kolei.

### Hotel de Saxe
Założył Hôtel de Saxe (de) w centrum Warszawy. Wraz z żoną prowadził hotel, w którym gościli artyści z Moskwy, Berlina i Paryża. Przylegał do ich rezydencji. Niegdyś największy hotel w Warszawie z około 100 pokojami, zlokalizowany przy ulicy Koziej 3 i 5 oraz Krakowskim Przedmieściu 33 i 39 przy Trakcie Królewskim. Ich dom przy ulicy Koziej 6 był uznanym ośrodkiem muzycznym.

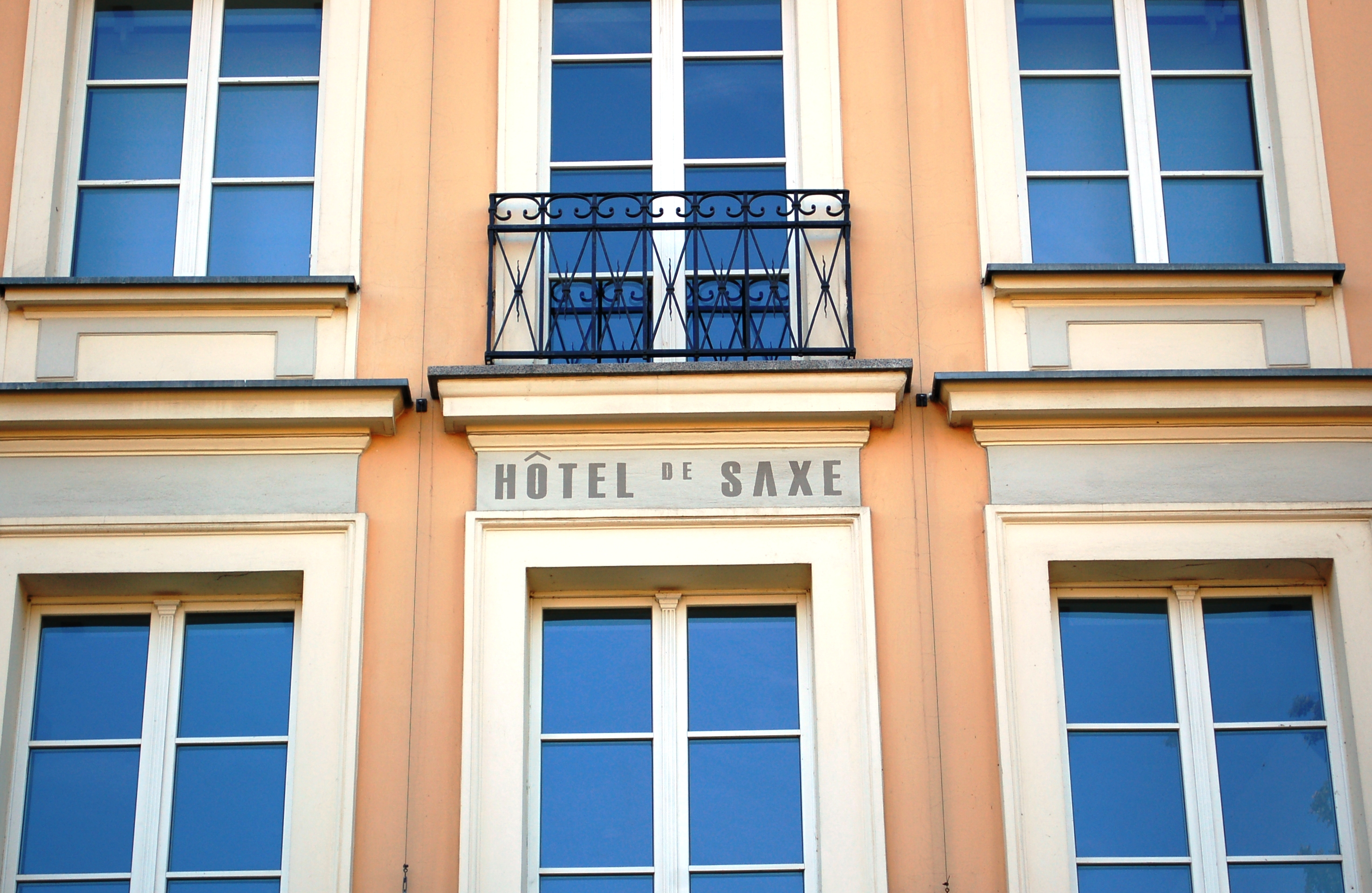
Hôtel de Saxe
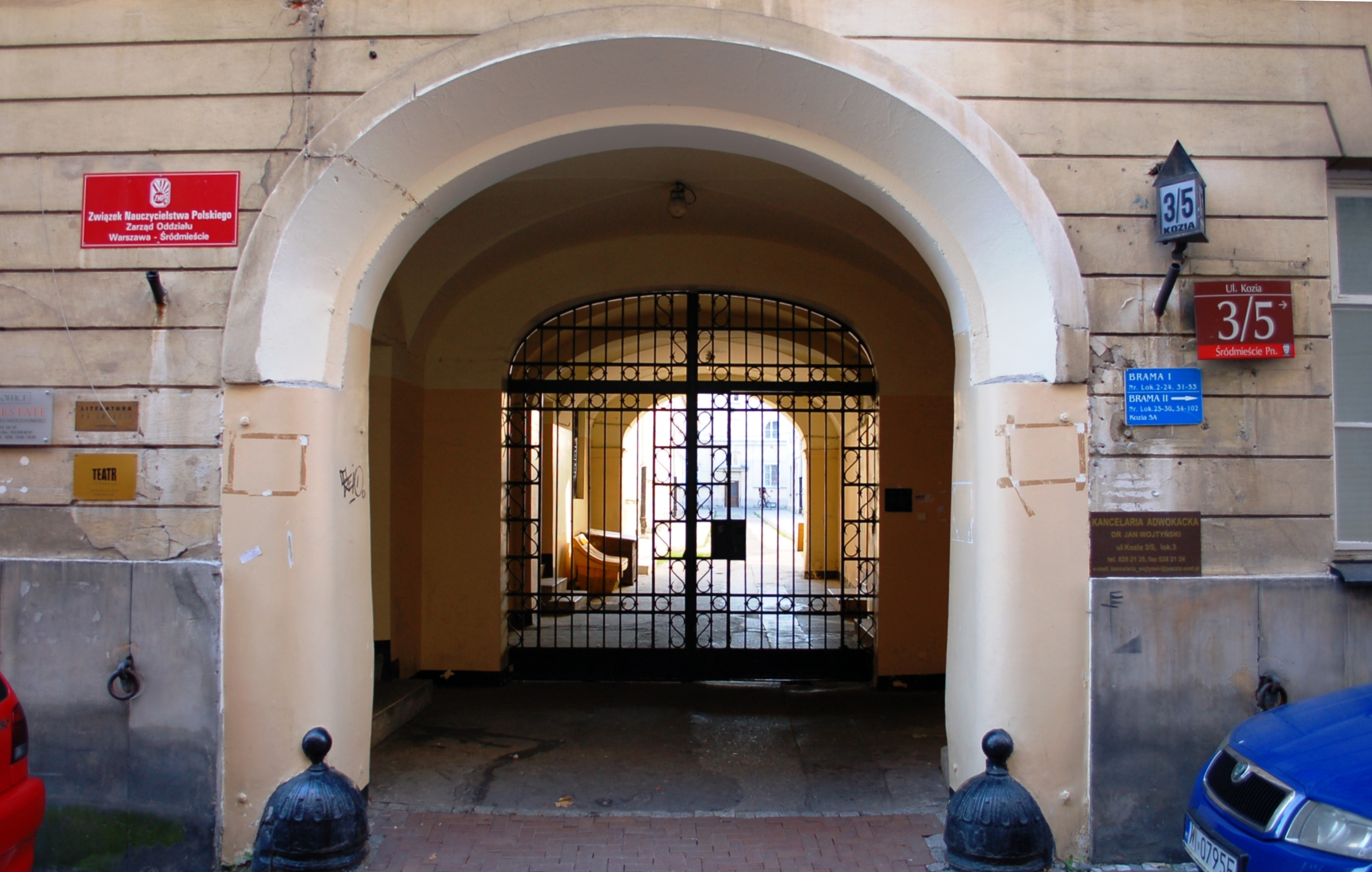
Gates to interior courtyard
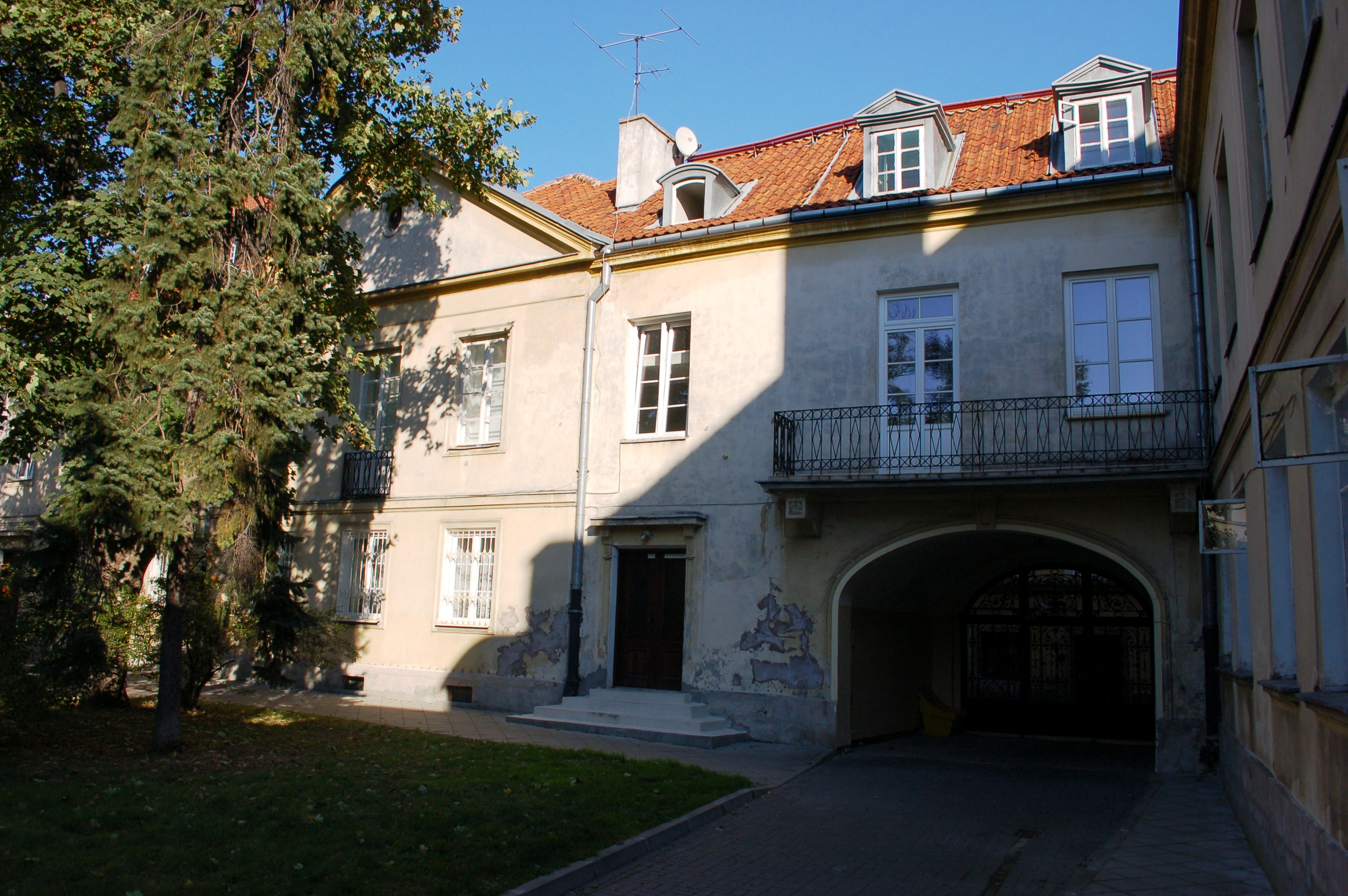
Interior courtyard

## Małżeństwo i dzieci

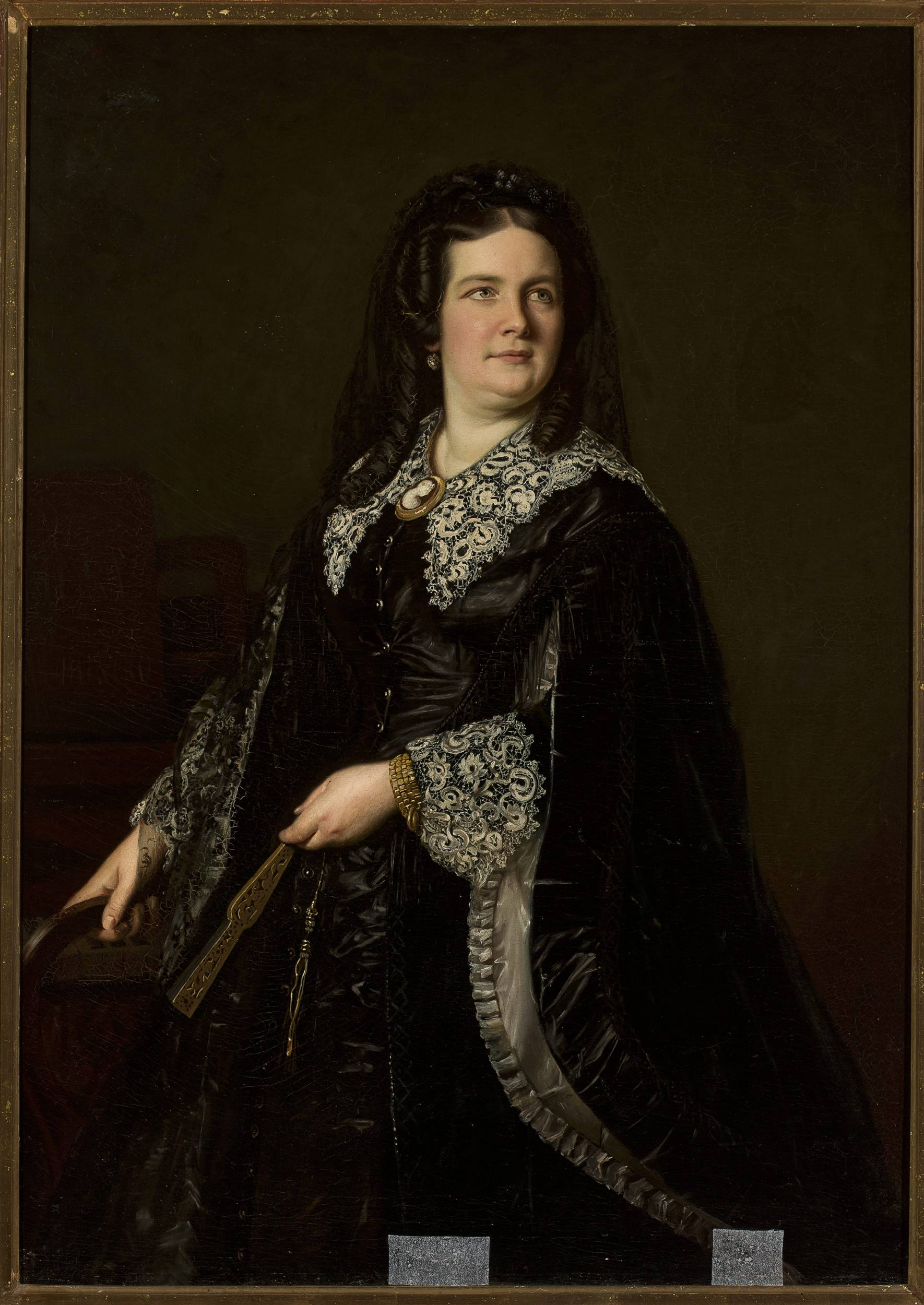
Józef Simmler, Portret Emilii Reszke, Muzeum Narodowe w Warszawie

W 1843 r. Reszke poślubił Emilję Ufniarską (ur. ok. 1827 r.), Galicyjkę. Jako mezzosopranistka uczyła się pod kierunkiem Manuela Garcíi i jego córki Pauline Viardot. Emilia miała czysty, mocny głos. Podróżowała po całych Włoszech i uczestniczyła w przedstawieniach wielkich mistrzów opery. W Warszawie wystąpiła w roli Desdemony w Otello Gioachina Rossiniego Williama Szekspira w Teatrze Wielkim. Występowała na imprezach charytatywnych. Reszke, baryton, grał na skrzypcach i pisał piosenki dla swojej żony. Zachęcał do sprowadzenia koncertów Wagnera do Warszawy.
Mieli pięcioro dzieci: Emilię, Jana (ur. 1850), Édwarda (1853), Józefinę (1855) i Wiktora (1859). Dzieci wychowywały się w wierze rzymskokatolickiej, podobnie jak ich matka. Trójka rodzeństwa Reszke swoje dochody ze sceny inwestowała na ziemiach polskich, posiadając majątki w Bartkowicach, Borownie, Chorzenicach, Garnku, Kłobukowicach, Nieznanicach, Skrzydłowie i Witkowie.

## Muzyka
W ich domu odbywały się próby artystów do nadchodzących spektakli. W piątkowe wieczory Reszkowie koncertowali z duetami, ariami i muzyką chóralną. Wieczór rozpoczął się od herbaty i zakończył kolacją. Zarówno Jan, jak i Emilia występowali na imprezach charytatywnych.
Emilia uczyła swoje dzieci śpiewać; wszystkie były utalentowane w tym kierunku, tylko Wiktor nie interesował się muzyką. Czasami wspólnie występowała czwórka najstarszych dzieci, zwana Kwartetem Reszke. Rodzina spędzała wakacje w Wilanowie, a dzieci śpiewały w tamtejszym kościele. Józefina i Edward występowali w Europie Zachodniej od lat 70. XIX wieku. Jan jako chłopiec śpiewał solo sopranowe w warszawskiej katedrze. Edward zadebiutował w Aidzie w Paryżu w kwietniu 1876 roku. Jan i Edward występowali w teatrach operowych w Europie i Stanach Zjednoczonych, w tym w Operze Paryskiej, Royal Opera House w Londynie, Teatro la Fenice w Wenecji i Metropolitan Opera w Nowym Jorku.

## Powstanie styczniowe

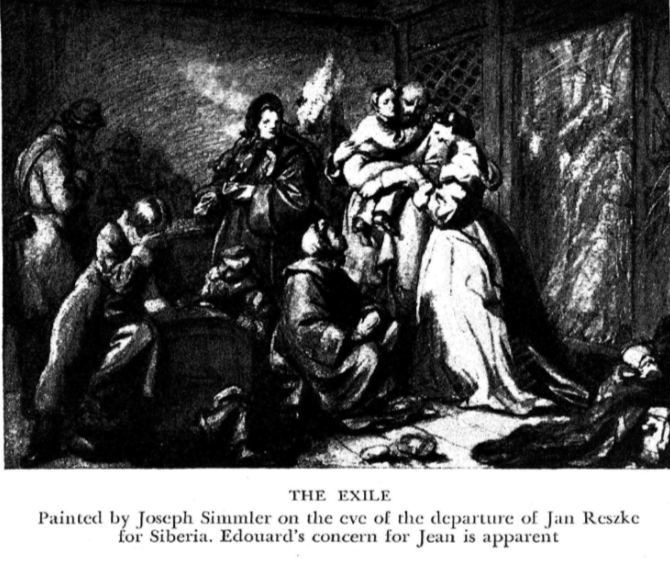
Józef Simmler, Zesłanie

Był człowiekiem głęboko patriotycznym i gorliwym w trosce o dobro swoich rodaków. Ponieważ także wypowiadał się bez ogródek, ściągnął na siebie gniew rządu rosyjskiego i za udział w powstaniu 1863 roku został skazany na pięć lat zesłania na Syberię. Warszawa opłakiwała los jednego ze swoich najbardziej kochanych obywateli. W przeddzień wyjazdu polski malarz Józef Simmler wykonał pospiesznie szkic grupy rodzinnej, pod czujnym okiem rosyjskich strażników. Po odbyciu kary powrócił do Warszawy.
Emilia opiekowała się dziećmi i prowadziła hotel podczas jego nieobecności. Jan junior studiował prawo i uzyskał dyplom, ale podążał za swoją wizją kariery muzycznej. Podobnie Edward, który studiował w szkole rolniczej.

## Śmierć
Reszke zmarł nagle 4 maja 1877 roku i został pochowany w rodzinnej kwaterze na Cmentarzu ewangelickim w Warszawie (aleja 2, kwatera7).
Emilia zmarła w 1885 roku, pochowana została na Cmentarzu Powązkowskim.